# NGC 3230
NGC 3230 é uma galáxia lenticular (S0) localizada na direcção da constelação de Leo. Possui uma declinação de +12° 34' 03" e uma ascensão recta de 10 horas, 23 minutos e 44,0 segundos.
A galáxia NGC 3230 foi descoberta em 24 de Março de 1830 por John Herschel.